# Вечірній Квартал
«Вечірній квартал» (також — «Єдиний квартал») — гумористичне телешоу студії «Квартал 95», що виходить в ефір з 2005 року на українському телеканалі «Інтер». З 2012 року транслюється на телеканалі «1+1». Основна тематика — політика і соціальна сатира. Повторні покази з повним українським дубляжем транслюються на телеканалах «1+1 Україна» та «Квартал TV».

## Історія
Команда КВН «95 квартал» після успішної участі в КВН та 10-річчя команди, було створено комедійну передачу «Вечірній квартал». Передача транслюється українською мовою і виходить щосуботи о 20:15. З 2005 по 2022 рік проєкт транслювався російською мовою, а вже з 2022 року — виходить українською мовою.
Кілька разів проєкт запускався в Росії: у 2006 році на каналі ТВЦ, у 2010 році на СТС, у 2012 році на телеканалі Росія-1, але незабаром був закритий.
З 20 жовтня 2012 по 21 грудня 2013 року шоу транслювалося в ефірі телеканалу РЕН ТВ. Потім трансляція була припинена через загострення політичної ситуації в результаті повалення президента Януковича.
7 листопада 2015 року мав вийти новий випуск Кварталу в ефірі телеканалу 1+1, але з технічних причин він не був показаний. Однак уже в грудні того ж роки не показаний раніше випуск транслювали на цьому ж телеканалі.
20 травня 2019 року Зеленський пішов з команди й став Президентом України. Пізніше команду покинув Юрій Корявченков («Юзік»), який став народним депутатом України.

## Актори шоу

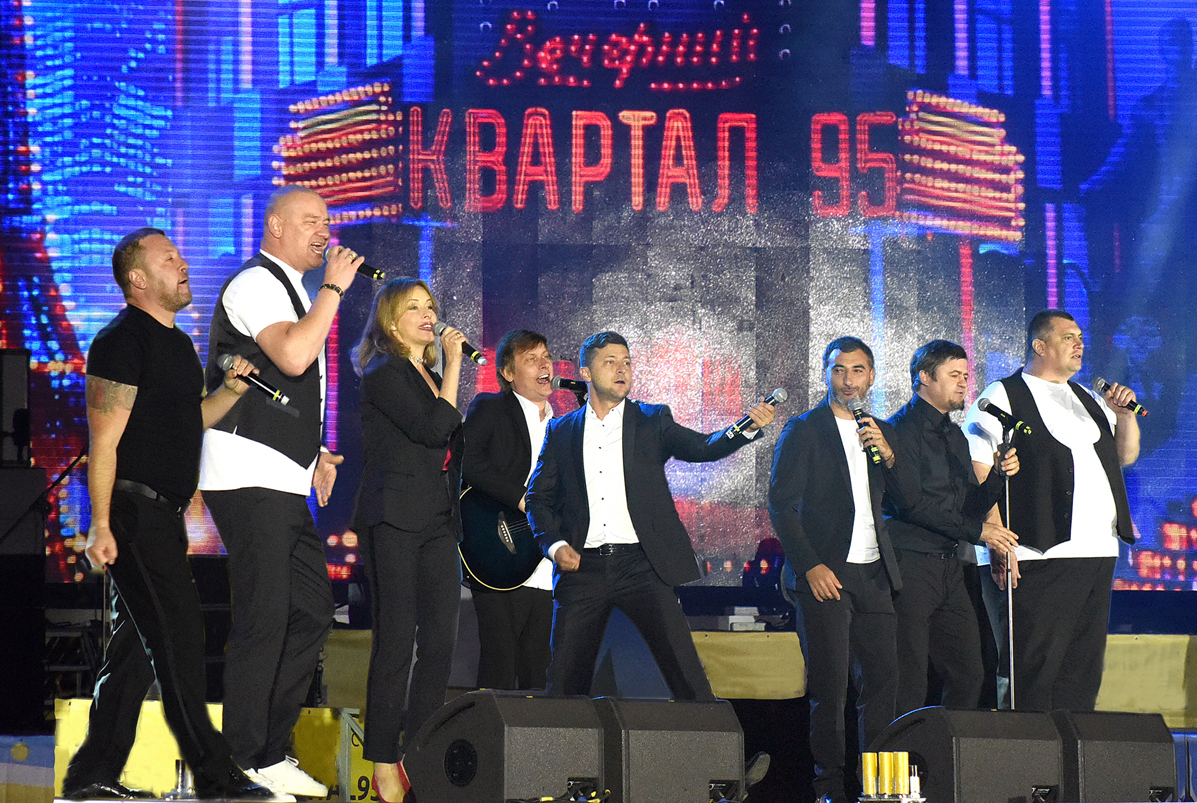
Виступ 2018 року

- Євген Кошовий «Лисий». Образи: Юрій Луценко, Дмитро Гордон, Леонід Черновецький, Андрій Шевченко, Михайло Добкін, Віталій Вульф, Олександр Турчинов, Олег Царьов, Віталій Кличко, Віктор Янукович (молодший), Владислав Яма, Стів Джобс, Дмитро Гордон, Олег Ляшко, Матвій Ганапольський, Рінат Ахметов, Леонід Кравчук, Андрій Єрмак.
- Олександр Пікалов. Образи: Віктор Янукович, Савік Шустер, Олександр Пономарьов, Борис Колесников, Петро Порошенко, Михайло Гаврилюк, Андрій Парубій, Дмитро Монатік, Сергій Поярков.
- Юрій Крапов. Образи: Леонід Кучма, Микола Азаров, Віктор Ющенко, Арсеній Яценюк, Петро Симоненко, Наталія Вітренко, Геннадій Кернес, Олег Тягнибок, Петро Порошенко, Володимир Гройсман, Дмитро Кисельов, Юрій Горбунов, Ігор Коломойський.
- Сергій Казанін «Степан». Образи: Володимир Путін, Арсеній Яценюк, Остап Ступка, Леонід Черновецький, Наталя Могилевська, Олександр Мороз, Олег Ляшко, Таїсія Повалій, Алла Пугачова, Володимир Гройсман, Володимир Омелян.
- Міка Фаталов (з 2013). Образи: Михайло Саакашвілі, Геннадій Корбан, Дмитро Медведєв.
- Володимир Мартинець (з 2019). Образи: Микола Лукашенко, Андрій Богдан, Микола Тищенко, Вадим Рабінович.
- Юрій Ткач (з 2019). Образи: Олег Ляшко, Михайло Поплавський.
- Юрій Великий (з 2019). Образи: Володимир Зеленський, Ілля Кива, Кирило Буданов.
- Ірина Сопонару (періодично з 2020). Образи: Олена Зеленська, Юлія Тимошенко.

### Колишні актори шоу
- Олена Кравець. Образи: Юлія Тимошенко, Наталія Королевська, Ольга Сумська, Тіна Кароль, Олена Лукаш, Надія Савченко, Олена Малишева, Уляна Супрун, Маргарита Симоньян, Катерина Кухар, Леся Никитюк, Олег Винник. Генеральний директор команди[2].
- Денис Манжосов (2005—2013). «Моня». Виступав в якості члена Кварталу в 2005—2013 рр. Образи: Олег Ляшко, Нестор Шуфрич, Арсеній Яценюк, Андрій Малахов, Ганна Герман, майор Мельниченко, Діма Білан, Володимир Литвин, Сергій Ківалов, Віталій Козловський, Олександр Турчинов.
- Володимир Зеленський (2005—2019). «Зелений». Образи: Віктор Ющенко, Олег Тягнибок, Лех Качинський, Михайло Добкін, Дмитро Нагієв, Андрій Малахов, Савік Шустер, Віталій Вульф, Юлія Тимошенко, Сергій Тігіпко, Влад Яма, Микола Вересень, Аліна Кабаєва, Володимир Путін, Віталій Кличко, Остап Ступка, Лариса Гузєєва, Петро Порошенко, Олег Ляшко, Ігор Коломойський, Арсеній Яценюк, Володимир Гройсман, Геннадій Кернес, Вадим Рабинович, Володимир Парасюк, Володимир Зеленський, Ігор Кондратюк. Художній керівник команди.
- Аркадій Лапухін (2007—2010).
- Єгор Крутоголов (2008—2010).
- Тетяна Песик (2016) — тимчасово заміняла Олену Кравець в жіночих ролях.
- Юрій Корявченков «Юзік» (з 2005 по 2019). Образи: Петро Симоненко, Святослав Піскун, Потап, Віталій Кличко, Петро Порошенко, Антон Геращенко, Віктор Балога, Ігор Мосійчук, Іво Бобул.